# Scott Smith (escritor)
Scott Bechetl Smith (nacido el 13 de julio de 1965, Summit, Nueva Jersey), también conocido bajo el pseudónimo de Scott B. Smith, es un escritor y guionista estadounidense, que ha escrito dos novelas de suspense y de terror, tituladas Un plan sencillo y Las ruinas. Sus dos novelas se adaptaron posteriormente al cine.

## Biografía
Scott Smith nació en Summit, Nueva Jersey en 1965. Estudió en el Dartmouth College y la Universidad de Columbia, graduándose en ambas universidades.
En 1993 escribe su primera novela titulada Un plan sencillo que le dio mucha popularidad. En 1998 es adaptada al cine bajo la dirección de Sam Raimi y Smith se encarga de escribir el guion, siendo nominado a la academia en la categoría de mejor guion adaptado, Sin embargo, no ganó el premio pero su trabajo fue recompensado por varios premios internacionales y en las críticas, que fueron positivas.
En el año 2006 escribe su segunda novela titulada Las ruinas, una novela de terror que llegó a ser un best-seller en Estados Unidos y tuvo buenos comentarios por parte de Stephen King. La novela fue adaptada al cine en 2008.
Actualmente vive en la ciudad de Nueva York.

### Novelas
- Un plan sencillo, o El plan, o Un plan simple (A Simple Plan) (1993)
- Las ruinas (The Ruins) (2006), publicada en el 2007 por Ediciones B ISBN 978-84-666-3349-9.

### Cuentos
- "The Egg Man" (2005)
- "Up in Old Vermont" (2015)
- "Dogs" (2017)
- "Christmas in Barcelona" (2018)

## Adaptaciones
- A Simple Plan (1998), película dirigida por Sam Raimi, basada en la novela Un plan sencillo
- Las ruinas (2008), película dirigida por Carter Smith, basada en la novela Las ruinas

## Premios y distinciones
Premios Óscar
| Año  | Categoría            | Película         | Resultado |
| ---- | -------------------- | ---------------- | --------- |
| 1999 | Mejor guion adaptado | Un plan sencillo | Nominado  |